# Morane-Saulnier MS.406

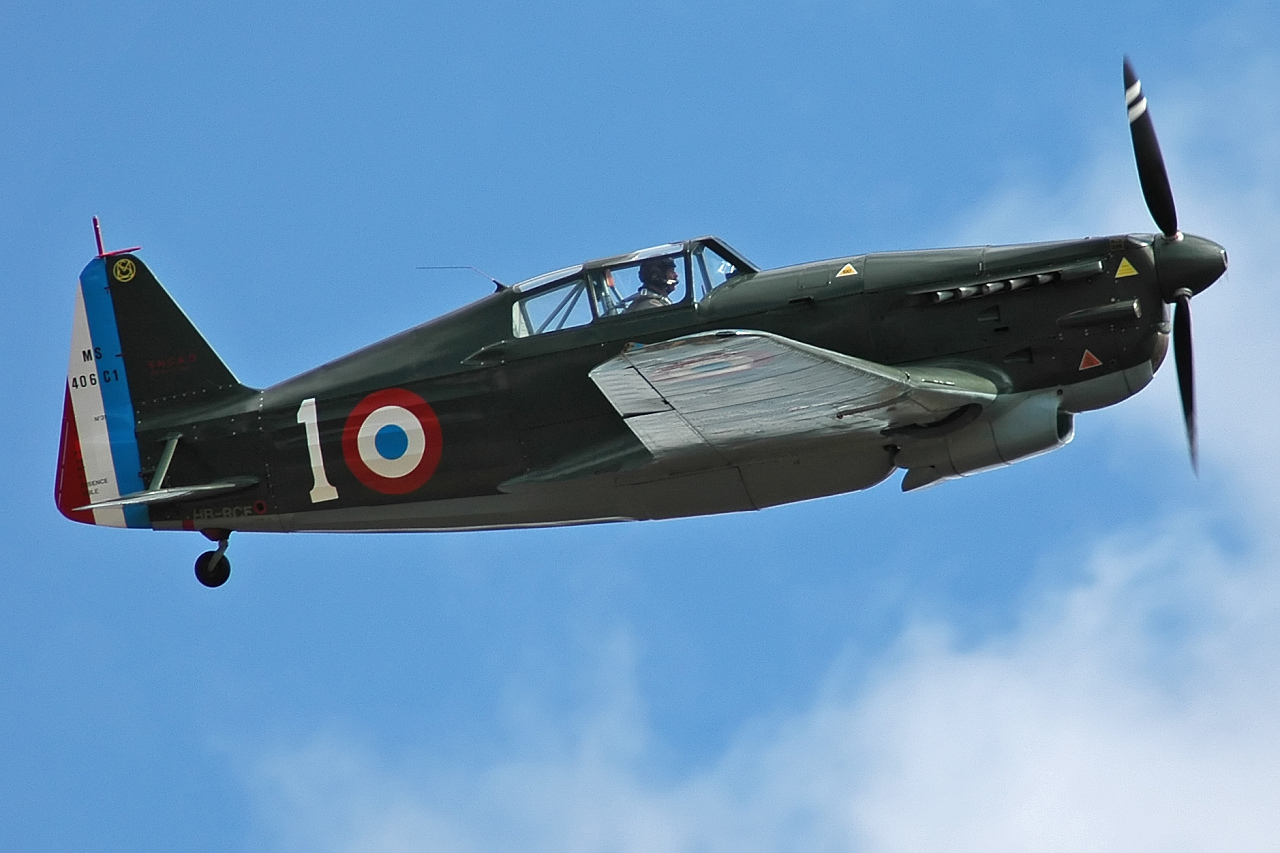
Další snímek D-3801, švýcarské verze typu MS.406

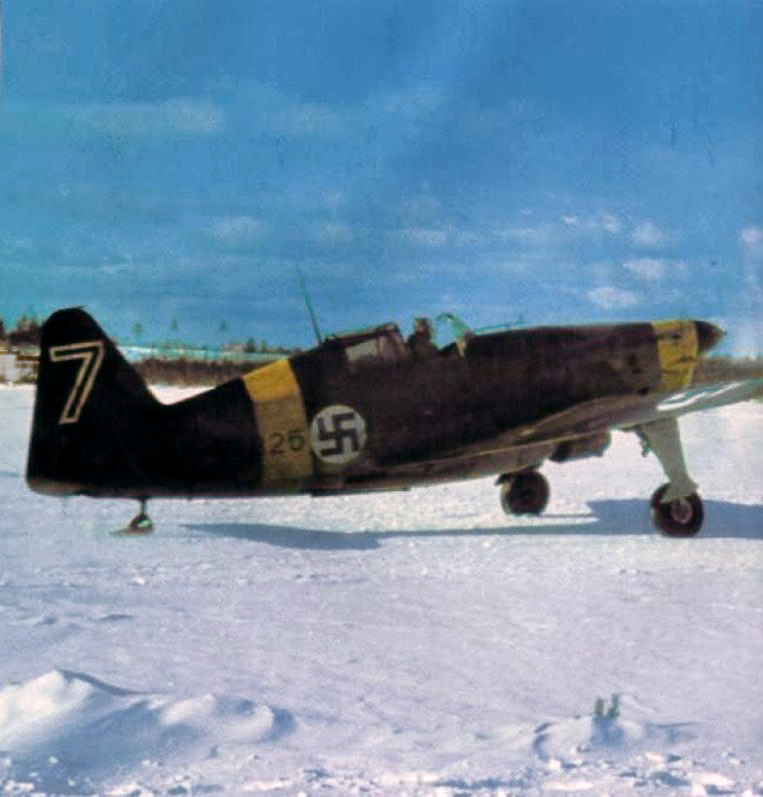
Morane-Saulnier MS.406 používaný finským letectvem

Morane-Saulnier MS.406 byl francouzský jednomotorový jednoplošný stíhací letoun. Ve chvíli vypuknutí války s Německem roku 1939 byl nejpočetnější stíhačkou francouzské Armée de l'Air. I když se vyznačoval dobrou ovladatelností a obratností, jeho výkon výrazně zaostával za Messerschmittem Bf-109E. Ve srovnání s Bf 109 byl Morane podmotorovaný, pomalý, nedostatečně vyzbrojený a chyběla mu pasivní ochrana důležitých částí. Během tzv. Podivné války si Morany ještě vedly relativně dobře, ale v bitvě o Francii se naplno projevila jejich zastaralost. Úspěšnější služba je čekala ve Švýcarsku a Finsku, kde byly vyvinuty vylepšené varianty.

## Vývoj
Letoun Morane Saulnier MS.406 začal vznikat v roce 1934, první prototyp MS.405-01 vzlétl 8. srpna 1935 ve Villacoublay s šéfpilotem společnosti Aéroplanes Morane-Saulnier Michelem Détroyatem. Byl poháněn motorem Hispano Suiza HS 12Ygrs s výkonem 641 kW, který roztáčel vrtuli Chauviére. Druhý prototyp MS.405-02 zalétaný 20. ledna 1937 měl motor Hispano Suiza HS 12Ycrs. Oba prototypy byly v průběhu roku 1937 zničeny při havárii.
První z šestnácti objednaných strojů ověřovací série vzlétl 3. února 1938, rozestavěný čtvrtý předsériový MS.405-C1 byl dokončen jako prototyp následné MS.406, který poprvé vzlétl 20. května 1938. Do draku byl zabudován motor Hispano-Suiza 12Y-31 o výkonu 632 kW s vrtulí Chauviére 351M o průměru 3 m. Stroje číslo 13 a 15 byly odeslány do Švýcarska jako MS.406H. Letoun číslo 12 obdržel pohonnou jednotku HS 12Y-45, byl vybaven pevným nezatažitelným chladičem a odlehčeným křídlem. Stal se z něj MS.411, který posloužil jako vzor pro později vyvíjený MS.412 s motorem HS 12Y-51, určený také pro Švýcarsko. Poslední šestnáctý MS.405 z ověřovací série poprvé vzlétl v červnu 1938 a stal se stavebním vzorem pro sériovou výrobu MS.406.
První sériově vyráběné kusy MS.406-C1 vznikly až na konci roku 1938 v produkci koncernu SNCAO s centrem v Nantes-Bouguenais. Výroba běžela celkem rychle také v mateřském závodě Morane-Saulnier, která svůj první sériový stroj číslo 971 zalétala 29. ledna 1939. K 1. září 1939 měla francouzská armáda 572 kusů tohoto typu letadla. Vzhledem k nedostatku motorů Hispano Suiza HS 12Ycrs francouzské výroby byly odebírány i licenční motory vyráběné ve Švýcarsku a v Československu (Avia). U letadla se v průběhu služby začaly projevovat některé nedostatky, zejména malá zásoba střeliva a problémy s chlazením motoru. Bylo proto přistoupeno k jejich modernizaci, stroje dostaly název MS.410. Prototyp přebudovaný z MS.406 číslo 1028 vzlétl v lednu 1940 s novým křídlem a výsuvným chladičem. Do kapitulace Francie však vzniklo pouze pět letounů v kompletní konfiguraci MS.410.
Francouzské ministerstvo letectví zadalo v již v roce 1937 podnikům znárodněného leteckého průmyslu a soukromým firmám zakázky na výkonnější typ letounu, než zastarávající MS.406. Propozice se opíraly o použití nové kapalinou chlazené pohonné jednotky do V Hispano-Suiza HS-12Y-51, výškové verze s výkonem 808 kW. Soutěž vyhrál MS.450, který byl postaven v počtu tří prototypů ve vývojovém středisku Morane-Saulnier v Puteaux. Vnitřní konstrukce křídla byla značně zjednodušena, kapoty motoru a sestava krytů chladiče byly aerodynamicky jemnější. Ten již nebyl vysouvatelný, ale tunelový, s průtokem vzduchu regulovaným klapkami na výstupní štěrbině pod motorem. K celkovému zlepšení přispěla také samonosná vodorovná ocasní plocha. První z prototypů byl zalétán 14. dubna 1939 ve Villacoublay. V červnu 1939 byl předán zkušebnímu středisku vojenského letectva CEMA. Prototyp byl vyzbrojen kanónem Hispano Suiza HS 404 ráže 20 mm instalovaným mezi válci motoru a střílejícím dutou hřídelí reduktoru vrtule. V každé vnější části křídla byl u podvozkového závěsu montován jeden kulomet MAC vz. 1934 ráže 7,5 mm.
V roce 1939 došlo k dohodě mezi Švýcarskem a Francií o nákupu licence na výrobu MS.406C-1. Dva dodané vzorové kusy nosily švýcarská evidenční označení 601 a 602, od roku 1940 změněná na J-1 a J-2. Od září 1939 započala švýcarská společnost Eidgenössisches Konstruktions-Werkstätte v Thunu se sériovou výrobou licenčních strojů MS.406H označených D-3800. Zanedlouho se k výrobě připojily také společnosti EFW, SWS Schlieren, Doflug Altenrhei a Saurer z Arbonu. Francouzskému vzoru odpovídající D-3800 vznikly ve dvou sériích. Produkce nulté série čítala 8 letounů (J-3 až J-10), hlavní pak 74 kusy (J-11 až J-84). Produkce běžela do srpna 1940, dva kusy byly zkompletovány z dílů v roce 1942. Motory HS 12Y-31 o výkonu 641 kW dodávala firma Adolph Saurer AG.
V říjnu roku 1940 vzlétl ve Švýcarsku prototyp D-3801 s výkonnějším motorem HS 12Y-51 o výkonu 790 kW, pozměněnými výfuky a pevným nevysunovatelným chladičem pod přídí. Sériová výroba 207 letounů započala na přelomu let 1940-1941 u společností Eidgenössisches Flugzeugwerke, Dornier-Werke AG (Doflug) a SWS a skončila dodávkou posledních 17 kusů, sestavených z náhradních dílů v období 1947-48 (J-91 až J-297).
D-3800 byly v roce 1943 modernizovány na standard D-3801.
Poslední D-3801 dolétal ve Švýcarsku až v květnu roku 1959.
Dne 29. září 1944 poprvé vzlétl první prototyp D-3802 (J-401), vycházející z francouzské dokumentace typu MS.450, který vývojem dospěl až k variantě MS.540. Pohon zajišťoval kapalinou chlazený vidlicový reduktorový dvanáctiválec Saurer YS-2 o maximálním vzletovém výkonu 928 kW, roztáčející čtyřlistou, automaticky stavitelnou kovovou vrtuli Escher-Wyss EW-V8. Hlavňovou výzbroj tvořil 20mm kanón FFK/Hispano HS-404, uložený mezi bloky válců motoru a střílející dutou hřídelí vrtule. Dva kulomety FFK ráže 7,65 mm byly uloženy v každé polovině křídla.
21. září 1945 pak následoval D-3802A (J-403) představující sériovou variantu. Původní stokusová zakázka však byla zredukovaná na 12 strojů nulté série, včetně prototypu J-403.
Druhý vyrobený D-3802A (J-404) byl ještě v roce 1945 modifikován do jediného prototypu D-3803 se zkrácenými konci křídel a celokanónovou výzbrojí. Stroj poháněl motor Saurer YS-3 s novým kompresorem o vzletovém maximálním výkonu 1066 kW a zalétán byl 18. května 1946.
Série Doflug D-3082A i s oběma prototypy D-3802 a D-3803 byly zařazeny do jednotky Fliegerstaffel 17, kde je v létě roku 1956 nahradily stroje de Havilland Vampire FB Mk.6.

## Bojové užití

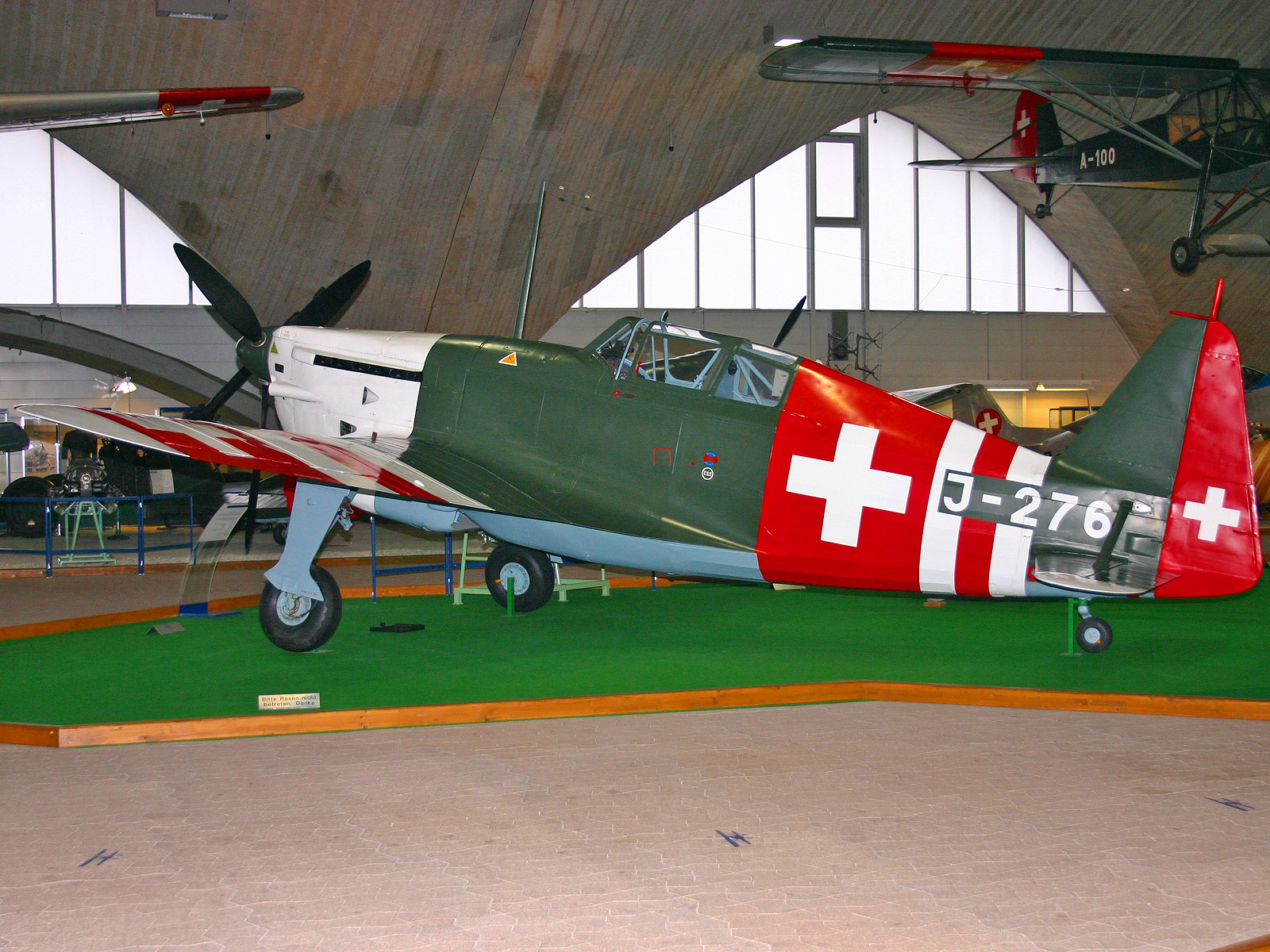
D-3801 (J-276) švýcarského letectva, Fliegermuseum Dübendorf

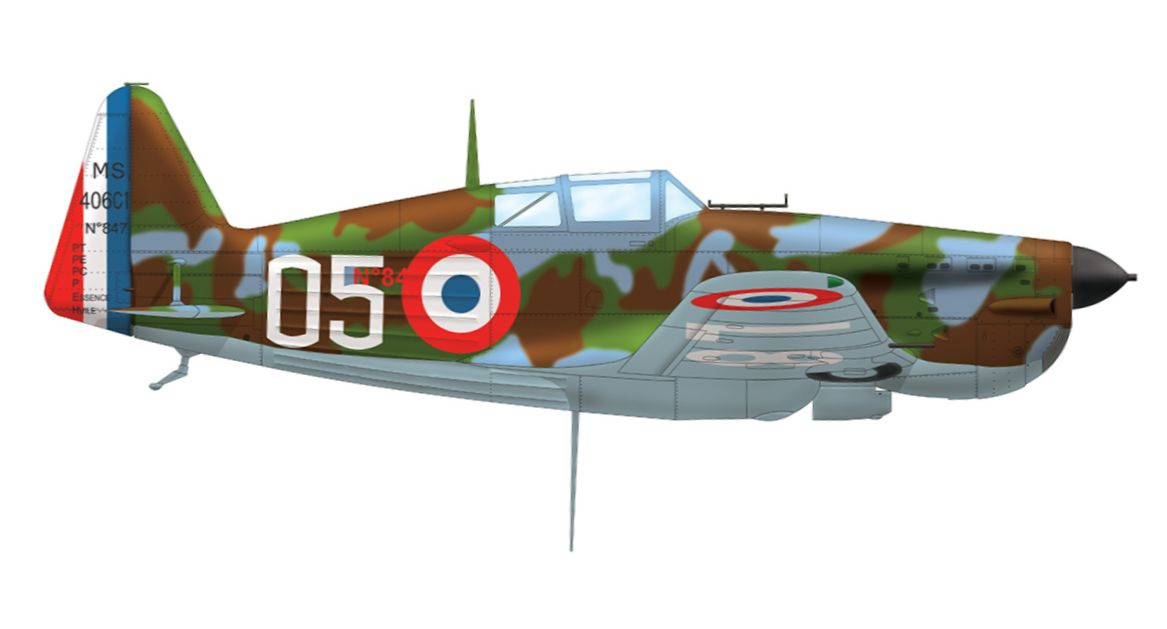
Morane-Saulnier MS.406 N° 847, bílá 05 od Groupe de Chasse I/6. Na tomto stroji svedl Sous-lieutenant Henri Raphenne úspěšný souboj 21. května 1940, kdy se podílel na sestřelení Dornieru Do 17

Prvních 6 předsériových strojů MS.405 dostalo francouzské letectvo již na jaře roku 1938, které byly zařazeny do jednotky GC I/7. K 1. lednu 1939 měla tato jednotka společně s GC 1/6 ve stavu 27 strojů MS.405 a MS.406-C1. V době podivné války, od září 1939 do května 1940, sestřelili piloti na MS.406-C1 32 letounů, dalších 16 pravděpodobně. Za dobu bojů nad Francií pak 191 a 89 pravděpodobně. Celkové ztráty MS.406-C1 dosáhly okolo 400 strojů, z toho 150 v boji, 100 na zemi a zbytek zničili sami Francouzi před postupujícími Němci.
V roce 1940 při bojích ve Francii bojovalo na MS.406 také 56 Čechoslováků, kteří na nich dosáhli 35 ověřených a 7 pravděpodobných vítězství nad německými piloty. Po kapitulaci Francie se část Moranů dostala do výzbroje kolaborantského státu s vládou ve Vichy. Další letouny se nacházely v Africe, na Korsice a v Indočíně. Do bojů zasáhly Morany první Escadrille GC I/7 v Sýrii, kde bojovaly proti Royal Air Force. Naopak v Indočíně bojovaly tyto letouny proti Japoncům. V únoru a březnu 1940 třicet strojů MS.406-C1 odebralo Turecko a v únoru 1940 třicet kusů MS.406-C1 Finsko. Dalších 57 včetně jedenácti MS.410 do země v letech 1941 a 1942 odeslala vláda ve Vichy a Němci.
Po obsazení zbytku Francie Němci v listopadu 1942 obdrželi Italové 52 (z toho 25 letuschopných) MS.406 a počátkem roku 1943 získalo Chorvatsko darem 46 těchto letounů.
V říjnu 1942 byly ve finské státní letecké továrně Valtion Lentokonetehdas v Tampere pod vedením ing. Aarne Lakomaa zahájeny práce na úpravě draku MS.406 pro zástavbu kořistního sovětského motoru VK-105P V. K. Klimova o výkonu 810 kW, který byl vybaven dvourychlostním dvoustupňovým kompresorem. Motory byly dodány z Německa včetně třílistých vrtulí VIŠ-61P, které je získalo během úvodní ofenzívy proti SSSR. V pražské Avii bylo zrevidováno na 200 těchto pohonných jednotek a na jaře 1943 byly dodány do Finska. Přestavěné letouny se zcela změněnou přední částí trupu a novými výfukovými rourami začaly opouštět výrobní linky továrny VL v létě 1943 pod označením Morane-Saulnier Mörkö (také VL Mörkö-Moraani). Mezi bloky válců motoru byl umístěn rovněž kořistní sovětský těžký kulomet Berezin UBK ráže 12,7 mm, křídlové kulomety zůstaly původní francouzské MAC vz. 34 ráže 7,5 mm, jichž mělo Finsko dostatek i se střelivem.
S letouny MS.406, MS.410 a Mörkö dokázali finští piloti od října 1942 do uzavření finsko-sovětského příměří v září 1944 sestřelit 321 nepřátelských letounů. Nové finské ozbrojené síly, které pak začaly bojovat proti Němcům, používaly Mörkö-Moraani při vyčišťovacích akcích na severu země. Konverze pokračovaly až do jara 1945, poslední Mörkö šly do šrotu v roce 1952.

## Uživatelé

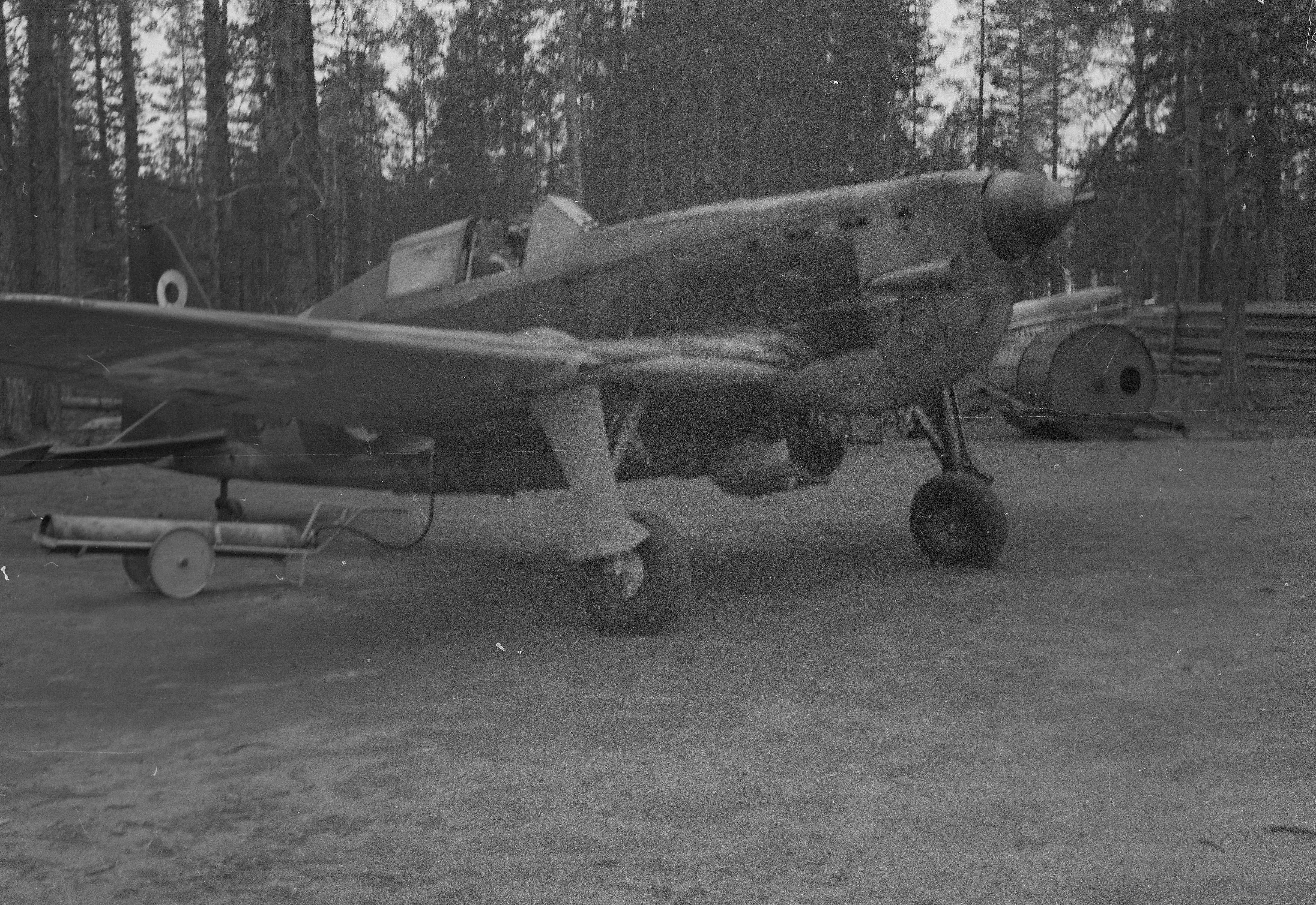
Morane-Saulnier MS.406, Kapteeni Tainio, Ilmavoimat, 1943

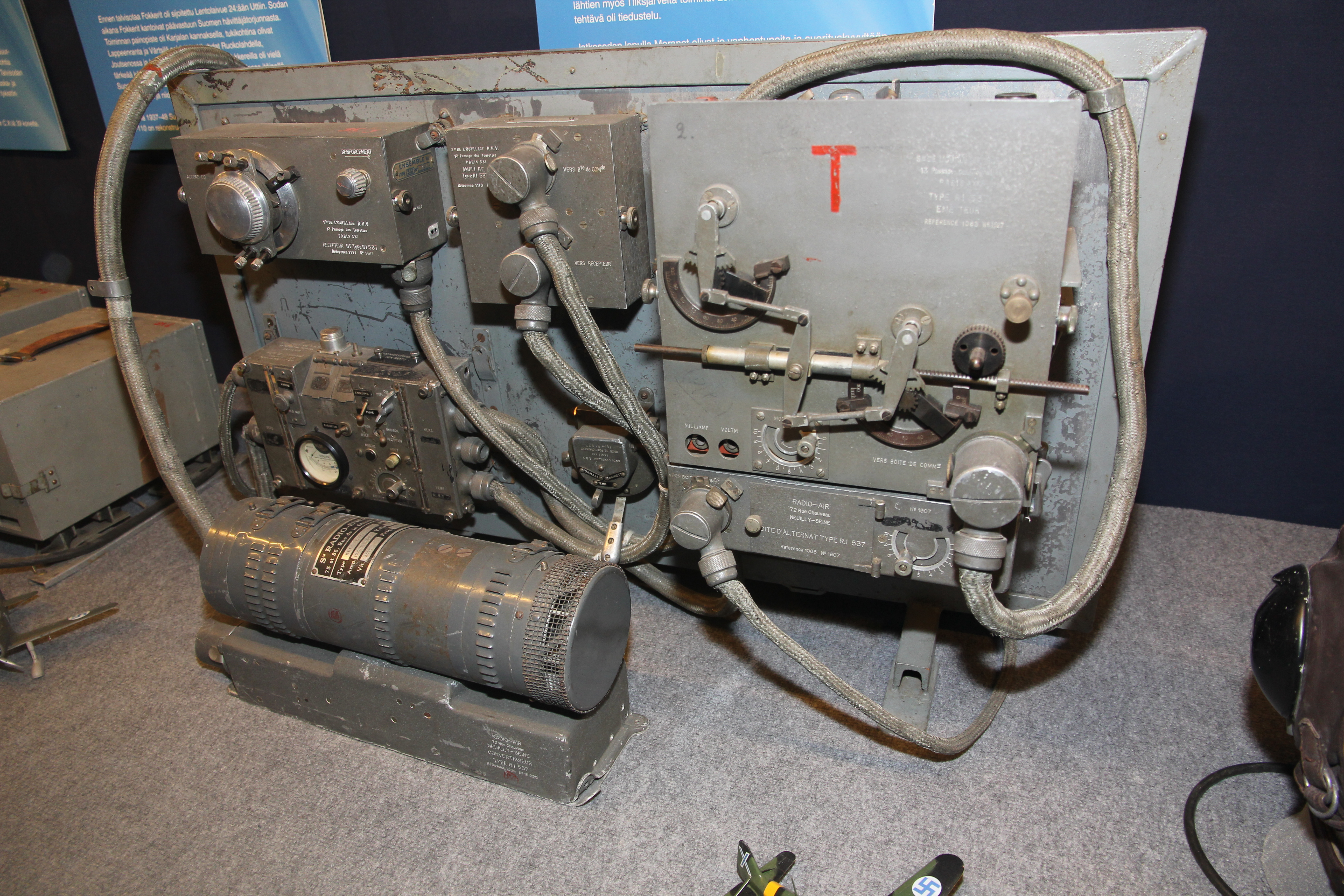
Rádio RI 537 z letounu Morane-Saulnier MS.406

- Čína
  - Letectvo Čínské republiky
- Nezávislý stát Chorvatsko
  - Letectvo Nezávislého státu Chorvatsko
- Finsko
  - Finské letectvo
- Francouzská třetí republika
  - Armée de l'air
  - Aéronavale
- Vichistická Francie
  - Armée de l'air de l'armistice
- Svobodná Francie
  - Forces aériennes françaises libres
- Německá říše
  - Luftwaffe (ukořistěné exempláře)
- Italské království
  - Regia Aeronautica (ukořistěné exempláře)
- Polské zřízení v exilu
  - Polské letectvo
- Švýcarsko
  - Švýcarské vzdušné síly
- Turecko
  - Turecké letectvo
- Thajsko
  - Thajské královské letectvo (ukořistěné exempláře)

## Specifikace

### Technické údaje

MS.406 C1

- Typ: stíhací jednomístný jednomotorový dolnoplošník
- Rozpětí: 10,61 m
- Délka: 8,15 m
- Výška: 2,71 m
- Nosná plocha: 17,10 m²
- Hmotnost prázdného letounu: 1893 kg
- Vzletová hmotnost: 2426 kg
- Pohonná jednotka: dvanáctiválcový motor Hispano-Suiza HS-12Y-31
- Výkon motoru: 632 kW (860 k)

### Výkony
- Maximální rychlost: 486 km/h
- Stoupavost: 18 m/s
- Dostup: 9850 m
- Dolet: 1000 km

### Výzbroj
- 1 × kanón HS 9 (později HS.404) ráže 20 mm (zásoba 60 nábojů),
- 2¸× kulomet MAC vz.34 ráže 7,5 mm (300 nábojů na hlaveň).